# Stephan (Nowgorod)
Stephan war von 1060/61 bis 1068/69 Bischof von Nowgorod.
Stephan war Mönch im Kiewer Höhlenkloster. 1060 oder 1061 wurde er Bischof von Nowgorod. 1067 litt die Stadt unter der Eroberung durch Fürst Wseslaw von Polozk. 1068 oder 1069 starb Stephan auf einer Reise nach Kiew.